# Metapsylla meliae
Metapsylla meliae är en insektsart som beskrevs av Yang och Li 1982. Metapsylla meliae ingår i släktet Metapsylla och familjen rundbladloppor. Inga underarter finns listade i Catalogue of Life.